# Bolboceras nigricans
Bolboceras nigricans är en skalbaggsart som beskrevs av John Obadiah Westwood 1848. Bolboceras nigricans ingår i släktet Bolboceras och familjen Bolboceratidae. Inga underarter finns listade.